# 松井田町新堀
松井田町新堀（まついだまちにいぼり）は、群馬県安中市の地名。旧碓氷郡松井田町大字新堀にあたる地名である。郵便番号は379-0221。

## 地理
碓氷川上流域の段丘上に位置している。
安中市役所松井田支所や、上信越自動車道松井田妙義ICなどがあり、松井田地区では比較的大きな町である。

### 河川
- 碓氷川

## 歴史
戦国時代頃からある地名で、江戸時代は安中藩領だった。

### 年表
- 1889年 町村制施行により碓氷郡松井田町、臼井町、坂本町、西横野村、九十九村、細野村が成立し、碓氷郡松井田町となる。
- 1954年 松井田町、臼井町、坂本町、西横野村、九十九村、細野村の6町村が合併するが変わらず碓氷郡松井田町新堀である。
- 2006年3月18日 松井田町が安中市と合併し、安中市松井田町新堀となる。

### 地名の由来
松井田城の堀があることから「新堀」と呼ぶようになった。

## 世帯数と人口
2017年（平成29年）7月31日現在の世帯数と人口は以下の通りである。
| 町丁         | 世帯数  | 人口    |
| ------------ | ------- | ------- |
| 松井田町新堀 | 653世帯 | 1,511人 |

## 教育
市立小・中学校に通う場合、学区は以下の通りとなる。
| 番地 | 小学校               | 中学校               |
| ---- | -------------------- | -------------------- |
| 全域 | 安中市立松井田小学校 | 安中市立松井田中学校 |

## 交通

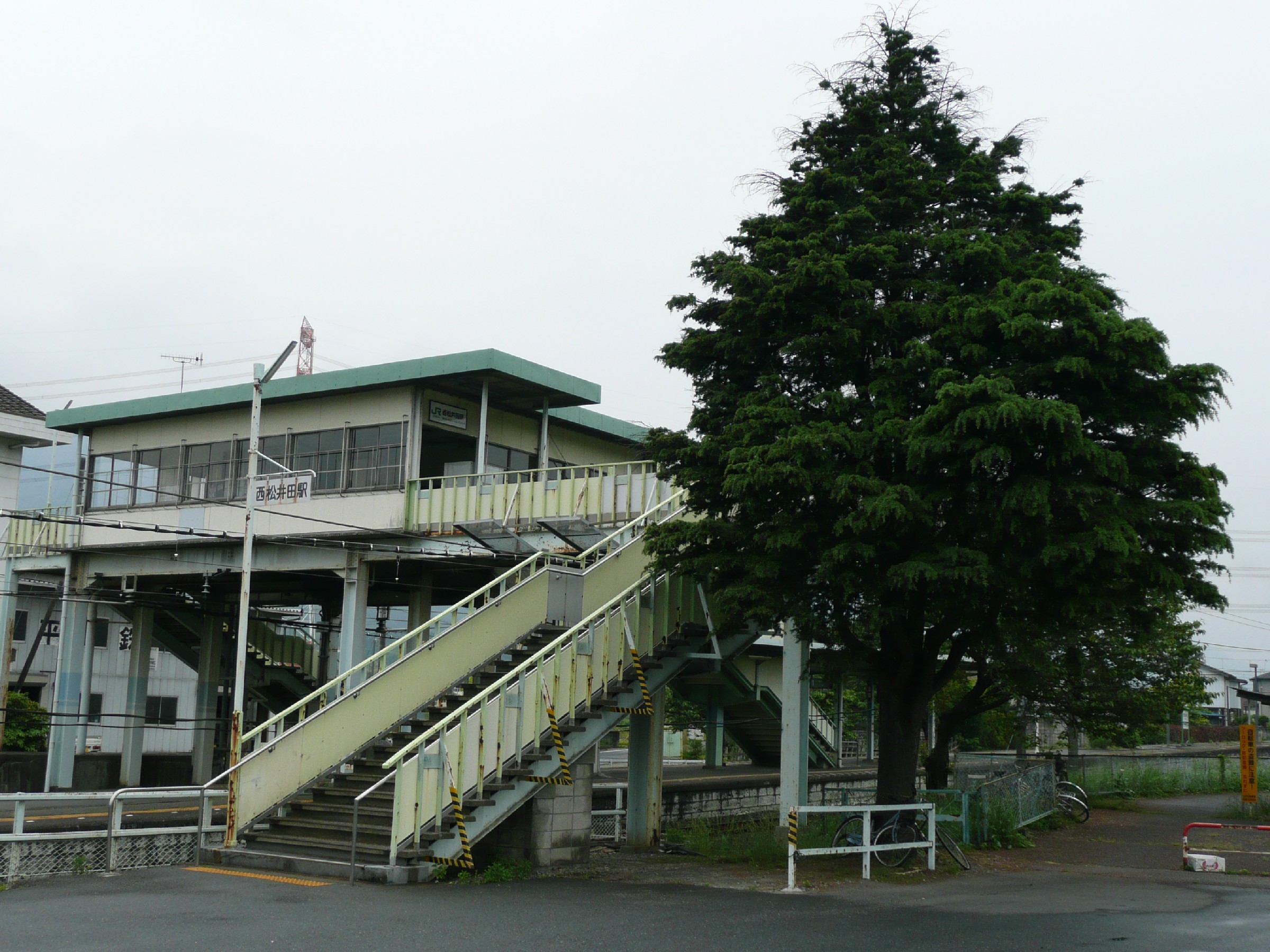
西松井田駅

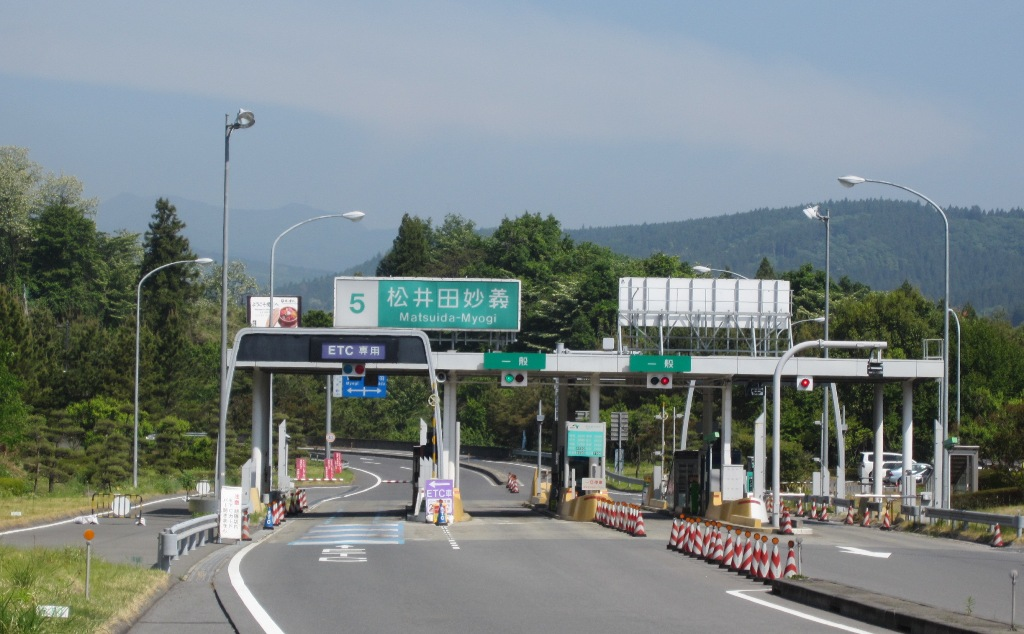
松井田妙義IC

### 鉄道
JR東日本信越本線西松井田駅がある。

### 道路
上信越自動車道松井田妙義ICがある。
国道は国道18号、県道は群馬県道33号渋川松井田線、群馬県道51号松井田下仁田線、群馬県道122号八本松松井田線、群馬県道217号松井田中宿線、群馬県道221号西松井田停車場線が通過。

## 施設
- 安中市役所松井田支所
- JR東日本信越本線西松井田駅
- 安中警察署松井田分庁舎（旧・松井田警察署）
- 安中市立松井田東中学校
- 碓氷製糸産業協同組合
- 安中市松井田文化会館

## 避難所
指定緊急避難場所
- 本町公民館[7]
- 中宿住民センター
- 新町公民館
- 森崎住民センター

指定避難所
- 松井田東中学校体育館[8]

対象地区:上本町区・本町区・ 新堀中宿区・新町区
- 松井田文化会館

対象地区:上本町区・本町区・新堀中宿区・ 源ヶ原区